# (5557) Chimikeppuko
(5557) Chimikeppuko (1989 CM1) – planetoida z grupy pasa głównego asteroid okrążająca Słońce w ciągu 4,05 lat w średniej odległości 2,54 j.a. Odkryta 7 lutego 1989 roku.